# Erwin Auersperg
Erwin Maria Joseph Anton von Auersperg (13. srpna 1850 Sittersdorf – 12. srpna 1918 tamtéž) byl rakouský šlechtic z rodu Auerspergů a politik německé národnosti z Kraňska, na konci 19. století poslanec Říšské rady.

## Biografie
Zasedal na Kraňském zemském sněmu, kde byl poslancem za kurii velkostatkářskou. Na sněmu zastupoval Stranu ústavověrného velkostatku. Do sněmu byl zvolen v doplňovacích volbách roku 1884.
Byl i poslancem Říšské rady (celostátního parlamentu Předlitavska), kam usedl v doplňovacích volbách roku 1891 za kurii velkostatkářskou v Kraňsku. Nastoupil 27. října 1891 místo Benno Taufferera. Mandát zde obhájil ve volbách roku 1897. Ve volebním období 1891–1897 se uvádí jako hrabě Erwin Auersperg, c. k. komoří a statkář, bytem Šrajbarski turn (Turn am Hard).
Po nástupu na Říšskou radu byl přijat do klubu Sjednocené německé levice, do kterého se spojilo několik ústavověrných proudů. Po volbách v roce 1897 se uvádí jako kandidát Německé pokrokové strany.
Zemřel po krátké nemoci 12. srpna 1918 na zámku Sonnegg v Korutanech.

## Manželství a potomci
Erwin Auersperg se poprvé oženil 29. září 1881 s Annou von Witzleben (1857–1910). Narodili se jim tři synové a dcera. Anna zemřela ve Štýrském Hradci v červenci 1910 ve věku dvaapadesáti let. Následujícího roku pojal Erwin za choť Irene Siebert von Felsentreu (1880–1915), která byla o téměř tři dekády mladší. Jejich manželství zůstalo bezdětné. Irene zemřela po pěti letech manželství v roce 1915.